# دانیل واچک
 دانیل واچک (انگلیسی: Daniel Vacek؛ زاده ۱ آوریل ۱۹۷۱) یک تنیس‌باز اهل جمهوری چک است.